# 卢卡·伊万努舍茨
卢卡·伊万努舍茨（1998年11月26日—），克罗地亚男子足球运动员，场上位置是中场。現效力於希臘足球超級聯賽球隊PAOK (飛燕諾外借)。克罗地亚国家足球队成員。他曾代表克罗地亚参加2020年欧洲足球锦标赛，结果队伍止步十六强赛。